# Brüder Likus

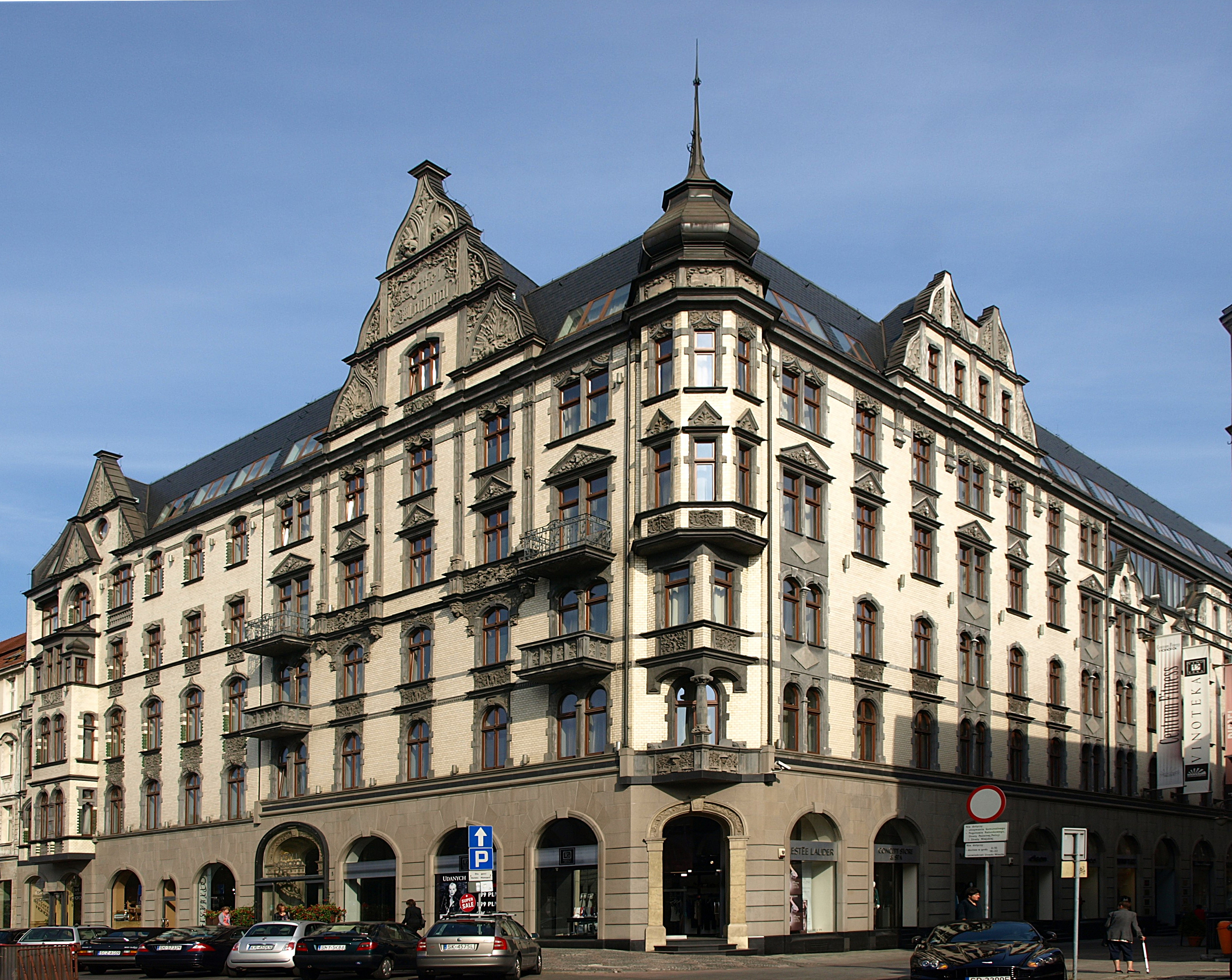
Hotel „Monopol“ in Kattowitz

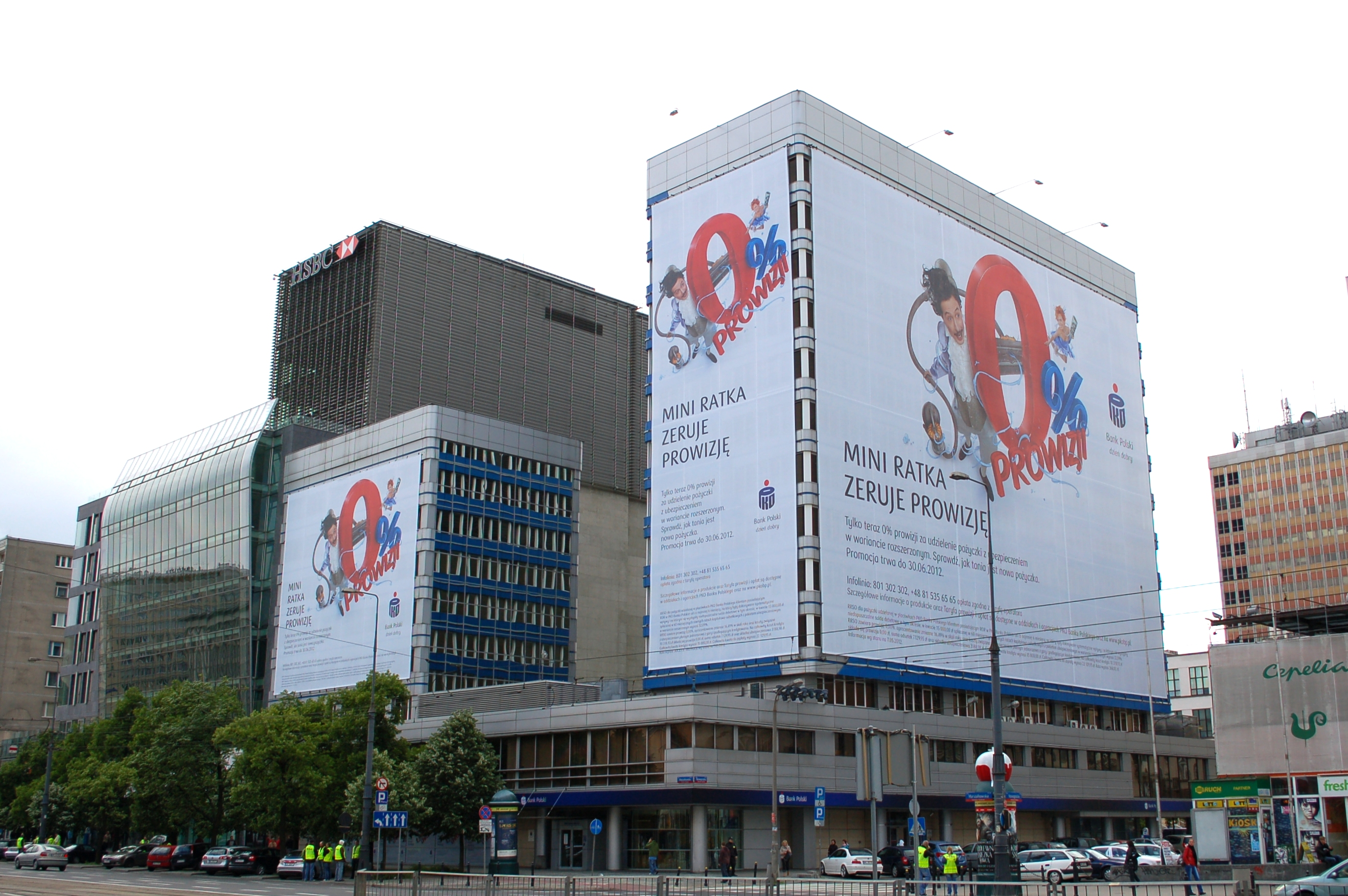
„Wolf Marszałkowska“: Das moderne Bürogebäude in der Warschauer Innenstadt beherbergt derzeit die polnische Zentrale der HSBC-Bank (hinteres Gebäude; ohne Plakatverkleidung)

Die Brüder Likus sind polnische Unternehmer aus Krakau. Leszek Robert (* 1964), Tadeusz (* 1958) und Wiesław Likus (* 1956) investieren in Immobilien, Hotels, Restaurants, Kaufhäuser und Modegeschäfte. Sie halten außerdem Beteiligungen an tabakverarbeitenden und -handelnden Unternehmen. Mit ihrem gemeinsamen Vermögen von etwa 640 Millionen Złoty liegen sie im Jahr 2013 gemäß der jährlich aktualisierten Reichen-Liste in der polnischen Ausgabe der Zeitschrift Forbes auf dem 29. Platz unter den reichsten Polen.

## Import und Produktion
Die Likus-Geschwister fingen in den 1980er Jahren an, mit Textilien, Computern und anderen elektronischen Produkten aus China und Taiwan zu handeln. In den 1990er Jahren wurde die Handelstätigkeit auf Zigaretten, alkoholische Produkte und Pharmazeutika ausgeweitet. Gewinne aus dem Handelsgeschäft wurden von den Brüdern in eine Fabrik für Zigaretten und Filter in Jawornik im Powiat Myślenicki investiert.
Über die Gesellschaft Merkury S.A. kontrollieren die Brüder die Fabryka Cygar i Cygaretek Mercury Sp. z o.o sowie das 1997 aus Privatisierung erworbene Tabakvertriebsunternehmen Przedsiębiorstwo Handlowo-Produkcyjne "Polski Tytoń" SA. Ebenfalls wurde die Brauerei Zakłady Piwowarskie Głubczyce S.A. in Głubczyce erworben.

## Hotels und Restaurants
Ab Mitte der 1990er Jahre begannen die Unternehmer, in Luxusimmobilien zu investieren. Dabei spezialisierten sie sich auf historische Gebäude, die sie überwiegend zu Boutique-Hotels ausbauten. Das erste solche Projekt war 1997 das Hotel „Pod Róża“ in Krakau. Später folgten in Krakau das „Copernicus“ (Gast im Jahr 2003: George W. Bush) und das „Stary“. Letzteres erhielt im Jahr 2007 den „Prix Villégiature“ für die beste Innenarchitektur eines Hotels in Europa. In Katowice wurde das „Monopol“ (Gäste u. a. David Beckham, Cristiano Ronaldo, Mitglieder der Band Deep Purple, Phil Collins) und in Breslau ein weiteres „Monopol“ saniert. In Łódź erwarben sie das „Grand Hotel“. Im Jahr 2009 übernahmen sie das Warschauer Prudential-Gebäude, dass nach einer Kernsanierung in Zukunft ebenfalls ein Hotel beherbergen soll. Das Hotelgeschäft der Familie wird von der Holding Liwa Sp. z o.o. betrieben.
Parallel wurden Restaurants (Holding: Likus Restauracje Sp.z o.o.) eröffnet. Unter Namen wie „Ristorante Amarone“, „Concept Restaurant“, „Copernicus Restaurant“, „Concept 13 Restaurant“, „Ristorante Cristallo“, „Cafe Monopol“, „Pod Roza Restaurant“ oder „Trzy Rybki Restaurant“ werden zum Teil preisgekrönte Restaurants – vor allem in den eigenen Hotels – geführt.

## Einzelhandel
Die Likus-Familie betreibt drei Kaufhäuser bzw. Einkaufsgalerien: die Handelspassagen Rynek 13 in Krakau und die Monopol in Katowice sowie seit 2012 das vierstöckige Luxuskaufhaus Dom Handlowy VitkAc im Warschauer Wolf-Bracka-Gebäude. Außerdem werden Geschäfte mit folgenden Marken betrieben: „Vinoteka 13“, „Diesel“, „Likus Concept Store“ und „Likus Home Concept“.

## Immobilien
Das Warschauer Immobilienentwicklungs- und verwaltungsgeschäft wird in der Holdinggesellschaft Wolf Immobilien Polen S.A. betrieben. Im Bestand befinden sich in Warschau neben dem an den Aleje Jerozolimskie gelegenen Wolf Bracka-Kaufhaus, dem in Sanierung befindlichen Prudential-Turm und einem modernen, selbstentwickelten Bürogebäude an der Ulica Marszałkowska, das derzeit an die Bank HSBC vermietet ist, zwei weitere Büroobjekte. In Krakau besitzt die Familie ein gemischt genutztes Objekt in der Ulica Miodowa 33.
In den Hotels, Einkaufscentern, Restaurants und sonstigen Firmen werden rund 3.000 Mitarbeiter beschäftigt.
Wiesław Likus, Absolvent der Informatik-Fakultät der Krakauer Akademie für Bergbau und Hüttenwesen, ist der unternehmerische Kopf der Familie. Er investierte 2012 auch in das börsennotierte Kunstbroker- und Artbankingunternehmen Abbey House S.A. Sein Sohn Arkadiusz Likus (* 1979) leitet das Luxus-Kaufhaus vitKac. Die Brüder Tadeusz und Leszek sind für die technische und künstlerisch-gestaltende Seite der betriebenen Hotels verantwortlich. Leszek Likus wird dabei von seiner Frau Katarzyna (* 1968) unterstützt.